# Jim Piddock
James Anthony 'Jim' Piddock (Rochester, 8 april 1956) is een Brits/Amerikaans acteur, stemacteur, filmproducent en scenarioschrijver.

## Biografie
Piddock werd geboren in Rochester, en studeerde af in Engelse literatuur aan de Universiteit van Londen. Hij wilde eerst antropoloog worden, maar besloot later om acteur te worden. Hij begon met acteren in lokale theaters in Engeland. Als twintiger emigreerde hij naar Amerika voor zijn acteercarrière. 
Piddock was van 1991 tot en met 2004 getrouwd en heeft een kind. 

## Filmografie

### Films
Selectie:
- 2015 Kill Your Friends - als Derek Sommers
- 2014 Think Like a Man Too – als Declan
- 2012 The Five-Year Engagement – als George Barnes
- 2012 The Cold Light of Day – als Meckler
- 2010 You Will Meet a Tall Dark Stranger– als Peter Wicklow
- 2009 Falling Up – als Phillip Dowling
- 2008 Meet the Spartans – als Simon Cowell Look-a-Like
- 2007 Epic Movie – als Magneto
- 2006 The Prestige – als aanklager
- 2006 Garfield: A Tail of Two Kitties – als Bolero (stem)
- 2002 Austin Powers 3: Goldmember – als hoofdmeester
- 2000 Best in Show – als Trevor Beckwith
- 1997 An Alan Smithee Film: Burn Hollywood Burn – als aanwezige
- 1996 Multiplicity – als Maitre d'
- 1996 Independence Day – als Reginald
- 1989 Lethal Weapon 2 – als Envoy

### Televisieseries
Uitgezonderd eenmalige gastrollen.
- 2020 Big City Greens - als diverse stemmen - 2 afl.
- 2017-2019 The Tom and Jerry Show - als Alistair - 2 afl.
- 2015 The Royals - als Truman - 2 afl.
- 2013 Family Tree – als mr. Pfister – 5 afl.
- 2009-2011 Batman: The Brave and the Bold – als diverse stemmen – 4 afl.
- 2002 The Drew Carey Show – als Lord Mercer – 4 afl.
- 1998 Team Knight Rider – als Max Amendas – 2 afl.
- 1994-1996 Mad About You – als Hal Conway – 7 afl.
- 1987 The Tracey Ullman Show – als Derrick – 2 afl.

### Computerspellen
- 2013 Skylanders: SWAP Force – als Willow Bark
- 2011 The Lord of the Rings: War in the North – als Bilbo / Elrond
- 2010 The Lord of the Rings: Aragorn's Quest – als Elrond / Bilbo Baggins
- 2006 Metal Gear Solid: Portable Ops – als burgemeester Zero
- 2005 Metal Gear Solid 3: Subsistence – als burgemeester Zero
- 2004 Metal Gear Solid 3: Snake Eater – als burgemeester Zero
- 2002 The Lord of the Rings: The Fellowship of the Ring – als Elrond / Bilbo Baggins / Hamfast Gamgee
- 2001 Return to Castle Wolfenstein – als agent One
- 1995 The Lion King: Timon and Pumbaa's Jungle Games – als Zazu

### Filmproducent
- 2016 Mascots - film
- 2013 Family Tree – televisieserie – 8 afl.
- 2010 Tooth Fairy – film
- 2004 A Different Loyalty – film
- 2000 Too Much Sun – televisieserie – 6 afl.

### Scenarioschrijver
- 2016 Mascots - film
- 2013 Family Tree – televisieserie – 8 afl.
- 2010 Tooth Fairy – film
- 2005 The Man – film
- 2004 A Different Loyalty – film
- 2000 Too Much Sun – televisieserie – 6 afl.
- 1998 Poltergeist: The Legacy – televisieserie – 1 afl.
- 1997-1998 Silk Stalkings – televisieserie – 2 afl.
- 1996 One Good Turn – film
- 1992 Traces of Red – film

- Biblioteca Nacional de España: XX1602278
- Bibliothèque nationale de France: cb141283420 (data)
- Gemeinsame Normdatei: 143965255
- International Standard Name Identifier: 0000 0001 1875 321X
- Library of Congress Control Number: n2008072075
- Virtual International Authority File: 42048032
- WorldCat: E39PBJjMDtDdMXw8HTxKktGJXd